# NGC 4219
NGC 4219 is een spiraalvormig sterrenstelsel in het sterrenbeeld Centaur. Het hemelobject werd op 3 juni 1834 ontdekt door de Britse astronoom John Herschel.

## Synoniemen
- ESO 267-37
- MCG -7-25-5
- AM 1213-430
- DCL 9
- IRAS 12138-4302
- PGC 39315